# Thornbury, South Gloucestershire
Thornbury este un oraș în comitatul Gloucestershire, regiunea South West, Anglia. Orașul aparține districtului unitar South Gloucestershire a cărui reședință este. 